# アイオニック (ヒョンデ)
アイオニック（IONIQ、아이오닉）は、韓国のヒョンデ自動車が展開する電気自動車（EV）専用のサブブランド。元々、低公害車両の車名（ヒュンダイ・アイオニック）だったものがサブブランドに拡大された。

## 概要
2019年、フランクフルトモーターショーで参考出品された45･EVコンセプトの市販モデルで2021年2月23日、市販仕様が世界初公開されたことがブランドの発端である。同車は現代初の新開発の電気自動車専用RR（Rear Wheel Drive-Rear Motor）プラットフォーム「E-GMP（Electric-Global Modular Platform）」を初採用したモデルで、そのボディデザインはヒョンデ初のオリジナル生産車ポニーを参考にしており、のちの2021年に量産仕様がアイオニック5として発表された。
ジェネシスやNと違い専用のエンブレムはなく、販売する国や地域によっては車名としてアイオニックを使用している。
統一するテーマとしてピクセルデザインを採用しており、ステアリングにはモールス信号でＨを表す「・・・・」が使われている。
これらの要素は当初アイオニックブランドのみであったが、2023年発売の2代目コナエレクトリック(日本名：コナ)でも採用されたため、ヒョンデの乗用電気自動車の統一テーマとなっている。

## 車種ラインナップ
- ヒョンデ・アイオニック5
- ヒョンデ・アイオニック6